# روبرت إليغنت
روبرت إليغنت (بالإنجليزية: Robert Elegant)‏ (7 مارس 1928، نيويورك في الولايات المتحدة)؛ كاتِب ومؤلِّف، أستاذ جامعي، صحفي وروائي أمريكي.